# 絲心蛋白
絲心蛋白（fibroin）又稱絲素，常简称“丝蛋白”，是节肢动物丝中两种主要蛋白质之一，其组成丝中心部分，韧而有弹性，不溶於水。
蜘蛛吐的絲中就有絲心蛋白，其他像家蚕（蠶絲）及許多其他昆蟲吐的絲也有絲心蛋白。絲的的原始狀態主要包括二種蛋白質，即絲心蛋白及絲膠蛋白，有一層類似膠水的絲膠蛋白將二層絲心蛋白的薄膜連合在一起。

絲心蛋白的主要結構(Gly-Ser-Gly-Ala-Gly-Ala)_{n}

絲心蛋白是由幾層反對稱的構成，其基本結構主要是以下重覆出現的胺基酸序列 (Gly-Ser-Gly-Ala-Gly-Ala)n。因為富含甘氨酸，使絲心蛋白能夠緊密堆積，也使得蚕絲有強韌的結構及較高的抗拉強度。因此同時具有剛度和韌性，因此蚕絲可以用到許多不同的領域中，包括生物醫學及紡織等。

## 结构
已知絲心蛋白有三種不同的結構。第一型是絲心蛋白自然的結構，也就是由蚕的絲腺中分泌出的形式，第二型是絹絲中的絲心蛋白，其強度較強，也用在許多商業應用中，第三種是新發現的絲心蛋白結構，主要出現在絲心蛋白溶液的介質中（例如空氣—水的界面，空氣—油的界面等）。
丝蛋白重链的化学式为：C₁₅₇₄₄H₂₃₅₃₇O₆₃₃₆N₅₃₄₁S₆
分子量：389,273.12 Da
丝蛋白轻链化学式为：C1136H1767O365N325S4，分子量为：25941.76Kg/mol
丝糖蛋白（P25蛋白）分子式为：C1172H1773O378N293S9分子量为：26303Kg/mok(糖基化部分仅考虑常见的GlcNAc₂Man₃核心结构)
丝素蛋白基本单元由二硫键连接的重链和轻链以及摩尔比为 6：6：1 的 p25 糖蛋白组成。这导致大约 2.3 MDa 的复合物。

## 分解
許多擬無枝酸菌屬及糖絲菌屬的細菌可以分解絲心蛋白及聚乳酸。